# Eudemão (doutor)
Eudemão (em latim: Eudaemon; em grego: Ευδαιμων; romaniz.: Eudaimon) foi um médico romano do século IV/VI que exerceu função no Ocidente. Morreu em data desconhecida, mas sabe-se que foi enterrado em Comiso, na Sicília.